# Jaap Zwaan

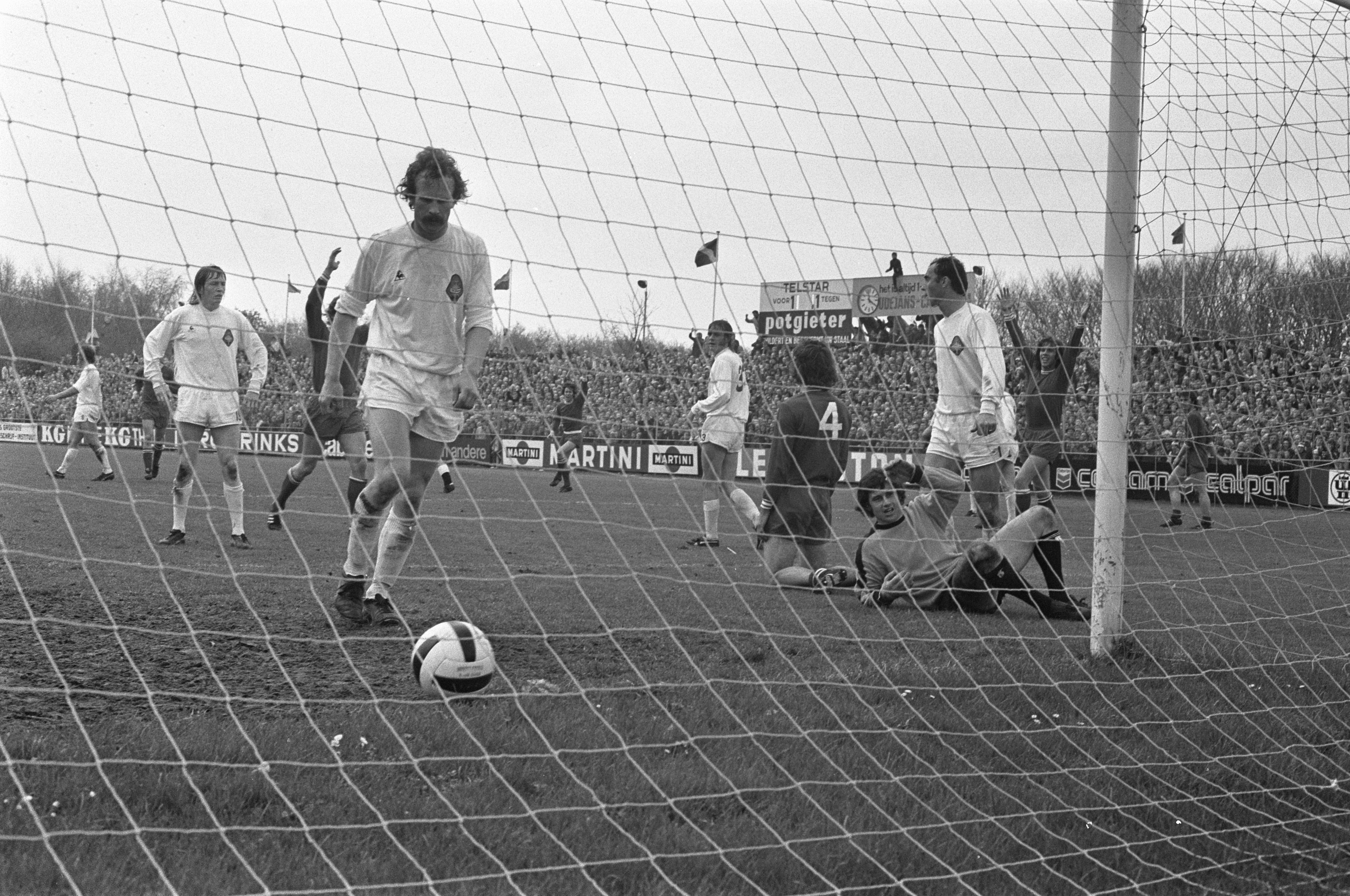
Jaap Zwaan in 1972

Jacob (Jaap) Zwaan (Heiloo, 14 september 1944 – Schagen, 17 juli 2013) was een profvoetballer die in de verdediging speelde.
Jaap Zwaan  speelde in de jeugd bij Egmondia en Alkmaar '54. Bij deze laatste club debuteerde hij in 1964 in de eerste divisie van het betaalde voetbal.  In 1969 maakte Zwaan de overstap naar Telstar, dat toen in de eredivisie  speelde.  Zwaan maakte een succesvolle periode bij Telstar mee, waarbij in 1974 de zesde plaats in de eredivisie werd bereikt . Hij speelde 149 competitiewedstrijden voor de club uit Velsen-Zuid. 
In de zomer van 1975 verhuisde Zwaan van Telstar naar SC Cambuur uit Leeuwarden.  Bij deze club sloot hij in 1977 zijn actieve carrière als profvoetballer af. Hierna was Zwaan nog als speler en trainer actief in het amateurvoetbal, onder andere bij BSV Bergen.